# Edward Kiwer
Edward Andrzej Kiwer pseud.: Biegaj, Chwyt, Edward (ur. 24 września 1919 w Gliwicach, zm. 25 października 1987 w Łączniku) – porucznik piechoty Polskich Sił Zbrojnych i Armii Krajowej, cichociemny.

## Życiorys
W 1939 roku ukończył gimnazjum państwowe i zdał maturę. We wrześniu 1939 roku walczył w Armii „Kraków”. Przekroczył granicę polsko-rumuńską 18 września 1939 roku. W grudniu 1939 roku znalazł się we Francji, gdzie walczył w 3 kompanii 2 batalionu strzelców podhalańskich 1 półbrygady Samodzielnej Brygady Strzelców Podhalańskich. W czasie bitwy o Narwik był ranny. Za udział w niej dostał Krzyż Walecznych. W czerwcu 1940 roku przedostał się do Wielkiej Brytanii, gdzie został skierowany początkowo do 1 batalionu strzelców podhalańskich 1 Brygady Strzelców, następnie do Szkoły Podchorążych Saperów w Dundee, a po jej ukończeniu do 10. kompanii saperów. Równocześnie był instruktorem w plutonie jugosłowiańskim, szkolonym w ramach 1 batalionu strzelców podhalańskich.
Po przeszkoleniu w dywersji został zaprzysiężony 22 kwietnia 1943 roku w Oddziale VI Sztabu Naczelnego Wodza i przeniesiony do Głównej Bazy Przerzutowej w Brindisi we Włoszech. Zrzutu dokonano w nocy z 8 na 9 kwietnia 1944 roku w ramach operacji „Weller 4” dowodzonej przez kpt. naw. Edwarda Bohdanowicza. 15 kwietnia dostał przydział do oddziału partyzanckiego „Wybranieccy” działającego w Inspektoracie Rejonu Kielce Okręgu Radom-Kielce AK na stanowisko instruktora minerstwa. Od lipca 1944 roku walczył jako dowódca 4 plutonu, a od 6 września był adiutantem dowódcy IV baonu 4 pułku piechoty Legionów AK 2 Dywizji Piechoty Legionów AK „Pogoń”. Brał udział we wszystkich walkach baonu.
Został aresztowany przez NKWD kilka dni po wejściu Armii Czerwonej do Kielc, przewieziony do aresztu przy ul. Kapitulnej, a następnie do więzienia przy ul. Zamkowej, gdzie spędził pół roku.
Po zwolnieniu podjął pracę jako księgowy w jednej z kopalń w Chorzowie. Około 1985 roku przeniósł się do Łącznika, gdzie po śmierci został pochowany na miejscowym cmentarzu.

## Awanse
- starszy strzelec – 10 marca 1940 roku
- kapral podchorąży – ze starszeństwem z dniem 15 sierpnia 1941 roku
- podporucznik – 1 marca 1944 roku
- porucznik – 1 stycznia 1945 roku.

## Odznaczenia
- Krzyż Srebrny Orderu Virtuti Militari
- Krzyż Walecznych – 1 lutego 1941 roku.

## Życie rodzinne
Edward Kiwer był synem Henryka i Anastazji z domu Botty. Ożenił się po wojnie dwukrotnie – pierwsze małżeństwo z Adelą z domu Pattermann, z którą miał dwóch synów: Bogusława (1947–2004) oraz Jana (1948–2025). Po śmierci pierwszej żony ożenił się ponownie z Hildegardą z domu Motzek (1929–2021), z którą miał dwoje dzieci: Edwarda (ur. w 1950) oraz Danutę (1956–2007).